# Webes környezet integritása
A Web Environment Integrity ( WEI ) egy vitatott API- javaslat, amelyet jelenleg fejlesztenek a Google Chrome böngészőbe. 2023 augusztusában a Web Environment Integrity prototípusa benne van a Chromiumban, de nem szállították egyetlen böngészőben sem.

## Tervezet

A WEI tanúsítványt bemutató szekvencia diagram

A tervezet egy API-t javasol a webhelyek számára, amelyek digitálisan aláírt tokent kaphatnak, amely tartalmazza a tanúsító nevét, és azt, hogy hitelesnek tartják-e a webklienst. A kitűzött cél az, hogy az oldalak az automatizált programok helyett az emberi felhasználók számára korlátozhassák a hozzáférést, és „lehetővé tegyék a webszerverek számára az eszköz hitelességének értékelését, valamint a szoftverben megjelenő, és az eszközről érkező forgalom pontos megjelenítését”. Az API-hoz való hozzáférés nem lesz engedélyezve nem titkosított ( HTTP ) környezetben.

## Története
2023. április 25-én a Google mérnökei, Ben Wiser, Borbala Benko, Philipp Pfeiffenberger és Sergey Kataev létrehoztak egy GitHub repository-t, amely elmagyarázza a javaslat részleteit. A javaslatot a GitHub-felhasználók ellenségesen fogadták, számos megjegyzéssel, hibajegy generálással. és pull request-el, amelyek határozottan ellenzik a szabvány létezését, és érveltek a törlés mellett.
2023. július 21-én Wiser és a Google mérnöktársa, Yoav Weiss magatartási kódexet adott a repository-hoz, és elzárta az új megjegyzések, hibajegyek, vagy pull requestek fogadását.[forrás?] Ugyanezen a napon előzetes kódot adtak hozzá a Chromiumhoz, a szabvány megvalósítására. Erre is nagy mennyiségű, erősen negatív megjegyzés érkezett.

## Fogadtatás
A javaslatot széles körben kritizálták az internet szabadságának korlátozása miatt, egyesek a WEI-t a digitális jogkezeléshez (DRM) hasonlítják. Mások azzal vádolták, hogy ez a szabvány bizonyítéka annak, hogy a Google visszaél a Chrome böngésző részesedésbeli monopóliumával . Néhányan 2023-ban hivatalos nyilatkozatot tettek az ügyben:
- Július 25-én a Mozilla ellenezte ezt, és kijelentette: "Minden böngésző, szerver vagy kiadó, amely közös szabványokat alkalmaz, automatikusan része a webnek. ... Azok a mechanizmusok, amelyek megpróbálják korlátozni ezeket a választási lehetőségeket, károsak a webes ökoszisztéma nyitottságára nézve, és nem tesznek jót a felhasználóknak."[10]
- Július 27-én Vivaldi ellenezte, hogy "egyszerűen veszélyes", és attól tartott, hogy a tanúsítványszolgáltatók nem lesznek megbízhatóak.[11]
- Július 29-én a Free Software Foundation ellenezte ezt, mint "az ingyenes internet elleni teljes támadást", és azt állította, hogy jelentősen korlátozná a használható böngészőket.[12]
- Augusztus 1-jén a Brave Software bejelentette, hogy nem fogja beépíteni a WEI-t webböngészőjébe.
- Augusztus 7-én az Electronic Frontier Foundation ellenezte ezt, mint "rossz ötlet, amelyet a Google-nak nem kellene terjesztenie", és ellenezte a véletlenszerű felhasználók "kis százalékának" kiválasztására vonatkozó javaslatát, hogy szimulálják a WEI nélküli viselkedést, hogy ezzel megakadályozzák a webhelyek blokkolását a tanúsítvány nélküli felhasználók számára. Az EFF azt állította, hogy „a webhely a felhasználók „kis százalékát” elfogadható veszteségnek tekinti, és attól tart, hogy a Google rendkívül alacsony százalékot állítana be a hirdetési csalások leküzdése érdekében.[13]
- Augusztus 11-én a World Wide Web Consortium tartózkodott attól, hogy állást foglaljon, mivel "nem dolgoznak rajta a W3C-ben, és nem nyújtottak be [W3C] felülvizsgálatra".[14]